# Willow Lake
Willow Lake é uma cidade localizada no estado norte-americano de Dakota do Sul, no Condado de Clark.

## Demografia
Segundo o censo norte-americano de 2000, a sua população era de 294 habitantes.
Em 2006, foi estimada uma população de 259, um decréscimo de 35 (-11.9%).

## Geografia
De acordo com o United States Census Bureau tem uma área de
1,0 km², dos quais 1,0 km² cobertos por terra e 0,0 km² cobertos por água. Willow Lake localiza-se a aproximadamente 544 m acima do nível do mar.

## Localidades na vizinhança
O diagrama seguinte representa as localidades num raio de 24 km ao redor de Willow Lake.